# The Cube
The Cube was een één uur durende tv-film, die op 23 februari 1969 door de NBC werd uitgezonden in het kader van het NBC Experiment in Television, een wekelijkse televisieshow met korte verhalen. Het stuk werd uitgebracht en geregisseerd door de poppenmaker Jim Henson, en was een van de verschillende filmexperimenten die hij in de jaren zestig uitvoerde met echte acteurs, voordat hij zich volledig richtte op de Muppets en ander poppenwerk. Hij schreef het scenario samen met Jerry Juhl, (die er ook een gastrolletje in speelt), die lange tijd voor de Muppets heeft geschreven.
In de tv-film wordt de hoofdrol gespeeld door Richard Schaal. Hij speelt een man die gevangen zit in een witte kubusvormige ruimte, waar iedereen in en uit kan gaan, maar die hij zelf kennelijk niet kan verlaten. De hoofdrolspeler, die gewoon “De Man” heet, wordt geconfronteerd met een steeds raadselachtigere en frustrerende reeks ontmoetingen, doordat allerlei mensen door verborgen deuren de kubus binnenkomen. Hij wordt er door hen steeds weer op gewezen, dat hij alleen door zijn eigen deur naar buiten kan en dat hij die zelf moet ontdekken. Het gaat over een existentieel dilemma en doet denken aan Sartres Huis Clos (Gesloten deuren), waarin de fysieke grenzen de werkelijkheid van de psychologische isolatie bevestigen. De twintig spelers zijn allemaal interessante parodieën op gewone menselijke stereotypen, die door hun volstrekte onbegrip voor de uitzichtloze eenzaamheid van De Man, de uitspraak van Sartre L’enfer, c’est les autres indringend bevestigen.
Op zeker moment geeft Henson commentaar op zijn eigen stuk, met de woorden van een professor die door weer een andere deur binnenkomt:
PROFESSOR: Nou, als ik goed begrijp wat u hier aan het doen bent, gaat het allemaal om een heel ingewikkelde discussie over Werkelijkheid versus Illusie. Het perfecte onderwerp voor het medium televisie.
MAN: Hoe bedoelt u, televisie?
PROFESSOR: Nou, dit is een televisiestuk.
MAN: Hoe bedoelt u, televisie?
PROFESSOR: O, gelooft u het niet?
MAN: Natuurlijk niet!
PROFESSOR: Ik had gedacht dat u dat wel zou willen. Bovendien is er maar één andere mogelijke verklaring.
MAN: En dat is?
PROFESSOR: Hallucinatie….. dat u knettergek bent.
De film werd twee keer uitgezonden (de tweede keer was in 1970), verdween daarna op de plank en werd vergeten. 
Het centrale plot lijkt treffend op dat van de "The Squirrel Cage" (De eekhoornkooi), een kort verhaal van Thomas M. Disch dat in 1967 werd gepubliceerd. Beide verhalen gaan over een man die gevangen zit in een grote witte kubus. De man weet niet waarom hij daarin zit en komt daar ook nooit achter. Het verhaal van Disch werd ook opgenomen in zijn verzamelbundel Fun With Your New Head (Doubleday, 1968).
In 2007, kwam het Essense Duitse theatergezelschap Glassbooth, geleid door Roger Hoffmann met een theaterbewerking van The Cube, onder de titel Kubus Jens Dornheim als De Man.

## Rolverdeling
| Acteur           | Personage          |
| ---------------- | ------------------ |
| Richard Schaal   | man in de box      |
| Hugh Webster     | Arnie              |
| Rex Sevenoaks    | Mr. Thomas         |
| Jack Van Evera   | Watson             |
| John Granik      | politieman         |
| Guy Sanvido      | Fritz              |
| Eliza Creighton  | Cora               |
| Don Crawford     | Militant           |
| Jerry Nelson     | monnik             |
| Sandra Scott     | Miss Bix           |
| Claude Rae       | Dr. Connors        |
| Don McGill       | [Professor         |
| Ralph Endersby   | Gitarist           |
| Trudy Young      | Liza 1             |
| Ruth Springford  | Liza 2             |
| Moe Margolese    | Dr. Bingham        |
| Alice Hill       | Mrs. Stratton      |
| Lolo Farell      | Margaret           |
| William Osler    | wetenschapper      |
| Eric Clavering   | Dr. Bradowski      |
| Jean Christopher | verpleegster       |
| Jerry Juhl       | feestvierder       |
| Jim Henson       | stem van gorilla's |